# Bouée Soul

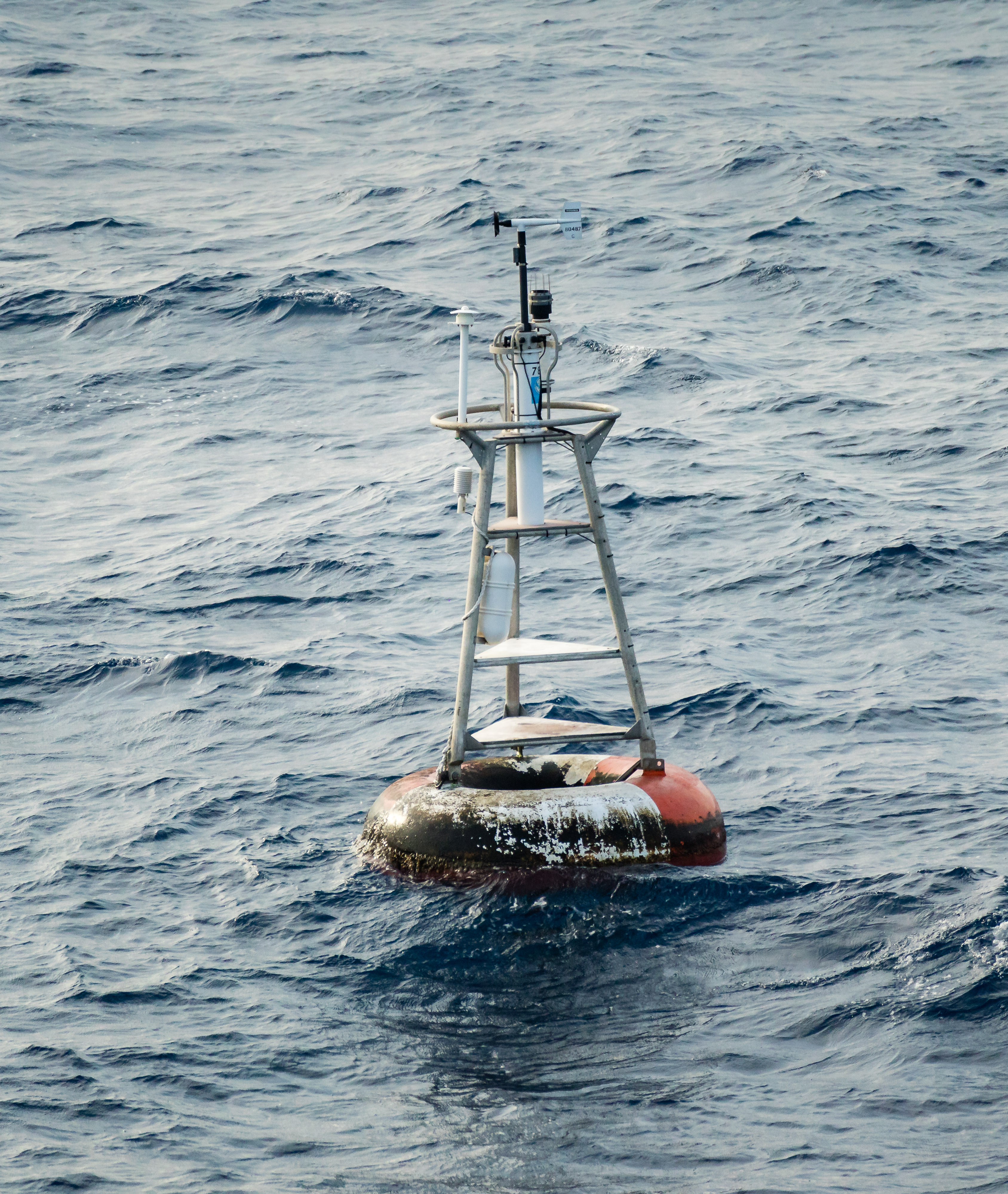
La bouée Soul en 2017.

La bouée Soul (ou station 13010) est une bouée du programme Prediction and Research Moored Array in the Atlantic (en) (PIRATA), qui collecte des données météorologiques et océanographiques. Elle est située dans le golfe de Guinée, à l'intersection du méridien de Greenwich et de l'équateur.

## Caractéristiques
La bouée fait partie du réseau PIRATA, un ensemble de 17 bouées installées dans l'océan Atlantique tropical à partir de 1997 ; comme les autres bouées du programme, elle porte le nom d'un genre musical, la musique soul. Il s'agit d'une bouée de type ATLAS (Autonomous Temperature Line Acquesition System), autonome, de forme conique et de 3,8 m de haut. Elle est ancrée par un câble sur le fond marin, qui à cet endroit atteint 5 km de profondeur. Elle mesure les données suivantes :
- vitesse et direction du vent ;
- température de l'air
- précipitations
- humidité
- rayonnement solaire
- pression, température et conductivité jusqu'à 500 m au-dessous de la surface.

Moins d'un an après son installation en 1997, la bouée Soul a disparu, nécessitant son remplacement en 1998. Les bouées de ce genre attirent les bancs de poissons et en font un endroit privilégié pour la pêche, conduisant parfois à des actes de vandalisme. Les bouées PIRATA sont donc inspectées tous les ans.